# Отровна брашњача
  је отровна гљива из породице Tricholomataceae. Клобук је бео, у почетку мало избочен, касније раширен, у средини је удубљен и често испуцан, рубови су валовити, широк 2-5 cm. Листићи су бели, касније постану жућкасти, танки су и густи, спуштају се низ стручак. Стручак је бео, ваљкаст, у почетку пун, касније шупаљ, влакнаст, висок 3-5 cm, пречника до 5 мм. Место је бело, јако жилаво, мирише на брашно. Споре су елиптичне, глатке, отрусина је смеђа.

## Станиште
Распрострањена је у Европи и Северној Америци. Расте у групама, понекад у вилиним круговима, од лета до краја јесени. Расте у белогоричним шумама, на пашњацима и ливадама.

## Етимологија
први пут је описана од стране британског природњака Џејмса Сауербија 1799. године као Agaricus dealbatus, латински назив рода Clitocybe сложеница је грчких речи klitos (нагнут, укошен) и kube (глава), због изгледа клобука. На страним језицима називи су (енгл. ivory funnel, sweating mushroom),, (словен. npobeljena livka).

## Употреба
Отровна је гљива, ретко може бити и смртоносно. Симптоми се јављају врло брзо у облику јако слинења, знојења, болова у стомаку, пролива, замућења вида и отежаног дисања. Специфичан противотров је атропин.